# Protoptila simplex
Protoptila simplex är en nattsländeart som beskrevs av Oliver S. Flint Jr. 1971. Protoptila simplex ingår i släktet Protoptila och familjen stenhusnattsländor. Inga underarter finns listade i Catalogue of Life.